# Coenochilus gracilipes
Coenochilus gracilipes är en skalbaggsart som beskrevs av Moser 1910. Coenochilus gracilipes ingår i släktet Coenochilus och familjen Cetoniidae. Inga underarter finns listade i Catalogue of Life.